# 후나쓰촌 (오카야마현)
후나쓰촌(船津村)은 오카야마현 마니와군에 있던 촌이다. 현재의 마니와시, 미사키정에 해당한다. 현재의 마니와시 단토, 노하라, 마이타카, 요시 및 구메군 미사키정 서쪽에 해당한다. 이 중 구메군 미사키정 서부는 오치아이정 요시로부터 분리된 지역이다.

## 역사
- 1889년 6월 1일 - 정촌제 시행에 의해 단도촌, 노하라촌, 마이타카촌, 요시촌이 합병해 마시마군 후나쓰촌이 성립하였다.
- 1900년 4월 1일 - 오바군과 합병해 마니와군이 성립하여 후나쓰촌은 마니와군에 소속되었다.

## 오아자
- 단도 旦土（だんど） 〒719-3133：現在は真庭市旦土
- 노하라 野原（のはら） 〒719-3134：現在は真庭市野原
- 마이타카 舞高（まいたか） 〒719-3135：現在は真庭市舞高
- 요시 吉（よし） 〒719-3136：現在は真庭市吉
  - 일부는 현재는 구메군 미사키정 니시（〒709-3405）

## 참고문헌
- 和泉橋警察署 『新旧対照市町村一覧』第2冊（東京：加藤孫次郎、1889（明22））
- 地名編纂委員会 『角川日本地名大辞典33 岡山』（角川学芸出版、1989、ISBN 4040013301）